# Adrian Boult
Adrian Cedric Boult, född 8 april 1889  i Chester, Cheshire, död 22 februari 1983 i London, var en brittisk dirigent. 
Han blev filosofie doktor i Oxford 1911 och studerade därefter i Leipzig för bland andra den ungerske dirigenten Arthur Nikisch och Max Reger. Sin karriär inledde Boult under första världskriget hos London Symphony Orchestra, där han uruppförde Gustav Holsts Planeterna, Ralph Vaughan Williams London Symphony och Edward Elgars andra symfoni.
År 1918 blev lärare vid Royal College of Music, 1924 dirigent för City of Birmingham Symphony Orchestra, 1928 medarbetare vid BBC och 1930 dess musikchef och förste dirigent. Han adlades 1937. År 1942 lämnade han posten som musikchef och ägnade sig därefter helt åt dirigerandet, han genomförde bland annat flera konsertturnéer i USA.
Boult ledde:
- City of Birmingham Symphony Orchestra (1924-1928)
- BBC Symphony Orchestra (1930- och 1940-talet) med bland annat brittiska premiärer av Arnold Schönbergs Variationer (opus 31), Alban Bergs opera Wozzeck och Ralph Vaughan Williams fjärde symfoni.
- London Philharmonic Orchestra (från 1949) med bland annat uppförande av Ralph Vaughan Williams samtliga symfonier och flera verk av Edward Elgar.